# 六合之战
六合之战，956年（后周显德三年、南唐保大十四年），后周攻南唐之战中，后周殿前都虞候赵匡胤率军在六合以少胜多击败南唐援军反攻的作战。
956年正月，后周在正阳之战获胜，周世宗率军抵达寿州（治寿春县，今安徽省寿县），在淝水（今安徽省寿县北肥河）之北安营，把正阳（今安徽省寿县西南正阳关）浮桥迁到下蔡（今安徽省凤台县），征召宋州（今河南省商丘市）、陈州（今河南省淮阳县）、许州（今河南省许昌市）、蔡州（今河南省汝南县）与毫州（今安徽省毫州市）、颍州（今安徽省阜阳市）数十万丁夫，协同诸军攻打寿州。正月二十二日，周世宗督帅兵将，令周军昼夜不停攻打寿州城。南唐清淮军节度使刘仁赡坚守寿州，多次击败周军攻势。相持数日，周世宗于是任命李重进为淮南道行营都招讨使、以李谷判寿州行府事，继续围城。派赵匡胤，韩令坤等将分路出击南唐援军。正月二十六日，赵匡胤在涡口（今安徽省怀远县东北）诱伏歼敌首战获胜，斩杀唐军都监何延锡，俘获五十余战舰。然后率数千兵快速到达清流关（今安徽省滁州市西北）。二月初，赵匡胤与南唐北面行营应援使皇甫晖、应援都监姚凤率军万余遭遇。皇甫晖在山下列阵，赵匡胤率兵从山后出击，唐军且战且退，进入滁州城，切断桥梁坚守。赵匡胤以当地村民为向导，夜见穿过山后小路，跨过浮西涧（今安徽省滁州城西北上马河），抵达滁州城下，攻入城中，巷战获胜，攻克滁州，生擒皇甫晖、姚凤。南唐皇帝李璟惊向后周求和被拒，于是反攻。三月，命齐王李景达、监军使陈觉率兵二万渡长江，从瓜步（今江苏省南京市六合区南）北上。周世宗命赵匡胤率兵二千守在六合。四月，李景达率军扎营在离六合三十里处，观望不前。赵匡胤先等南唐军出战，奋力拼杀，以少胜多。唐军阵亡近五千人，剩下的军兵争船渡江南逃，慌乱中很多人溺死，唐兵大损。之后霖雨积旬，周军粮运不济，军队疲惫，没有水战之备，难以控制淮南。周世宗于是集中兵力，围攻寿州。五月，周世宗回到京师开封府，命令工匠造战船，组建水军。南唐趁机收复江北诸州，部署救援寿州。七月，南唐军安营在紫金山，李景达、陈觉率五万兵抵达濠州（今安徽省凤阳县东北），作为寿州声援，没有决战之意。